# 48
48 рік (XLVIII) за Юліанським календарем був високосним роком, що починався з понеділка.

## Події
- Правління імператора Клавдія в Римі.
- Консули Риму Авл Вітеллій і Луцій Віпстан Публікола.
- Римський Уельс

## Померли
- Ірод Халкіський — цар Халкісу з 44 по 48 рік, онук Ірода I Великого та брат Ірода Агріппи I.